# 龙桥乡 (安岳县)
龙桥乡，是中华人民共和国四川省资阳市安岳县曾经下辖的一个乡。2019年12月，撤销龙桥乡，将其所属行政区域划归周礼镇管辖。

## 行政区划
龙桥乡撤销前下辖以下地区：
水月村、千金村、高棕村、长田村、金山村、大冲村、鹅梨村、茶沟村和破河村。